# Surgeon General of the United States Army

Stander des Surgeon General of the United States Army

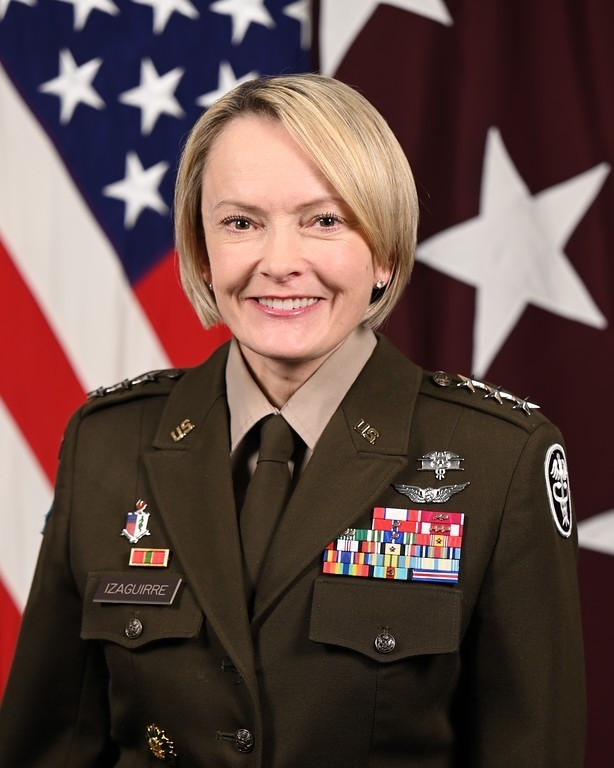
Lieutenant General Mary K. Izaguirre

Der Surgeon General of the Army (TSG) ist der ranghöchste Arzt der United States Army. Gleichzeitig ist er der Kommandeur des Army Medical Department (AMEDD), zudem war er bis 1. Oktober 2019 Commanding General des U.S. Army Medical Command (MEDCOM). Sein Dienstsitz ist Fort Sam Houston. Den Surgeon General of the Army kann man mit dem Generaloberstabsarzt bei der Bundeswehr vergleichen.
Der aktuelle Surgeon General ist Lieutenant General R. Scott Dingle, ein Offizier aus dem Medical Service Corps.

## AMEDD-Abteilungen
Das vom Surgeon General of the Army geleitete AMEDD umfasst unterschiedliche Abteilungen, die sich überwiegend mit der medizinischen und psychologischen Betreuung der Truppen befassen. Zu den ihm unterstellten Bereichen zählen das
1. Medical Corps (MC)
2. Nurse Corps (AN)
3. Dental Corps (DC)
4. Veterinary Corps (VC)
5. Medical Service Corps (MS)
6. Medical Specialist Corps (SP)

## Geschichte
Das Amt des „Chief physician & director general“ gab es bereits ab dem Jahr 1775 bei der Continental Army. Die Bezeichnung Surgeon General of the Army findet sich seit dem Jahr 1813. Ab 1847 wurden militärische Ränge an den Surgeon General of the Army vergeben. Zu Beginn war dies der Rang Brigadier General, seit den 1950er Jahren ist dies Lieutenant General.

## Kommandeure von AMEDD und Surgeons General of the Army
| Nr. | Name                     | Dienstzeit                           | Militär. Rang                                       |
| --- | ------------------------ | ------------------------------------ | --------------------------------------------------- |
| 1   | Benjamin Church          | 27. Juli 1775 – 16. Oktober 1775     | keiner                                              |
| 2   | John Morgan              | 16. Oktober 1775 – Januar 1777       | keiner                                              |
| 3   | William Shippen, Jr.     | 11. April 1777 – 17. Januar 1781     | keiner                                              |
| 4   | John Cochran             | 17. Januar 1781–1783                 | keiner                                              |
|     |                          | 1783–1792                            |                                                     |
| 5   | Richard Allison          | 1792–1796                            | keiner                                              |
|     |                          | 1796 – 1. August 1798                |                                                     |
| 6   | James Craik              | 1. August 1798 – 15. Juni 1800       | keiner                                              |
|     |                          | 15. Juni 1800 – 11. Juni 1813        |                                                     |
| 7   | James Tilton             | 11. Juni 1813 – 15. Juni 1815        | keiner                                              |
|     |                          | 15. Juni 1815 – 18. April 1818       |                                                     |
| 8   | Joseph Lovell            | 18. April 1818 – 17. Oktober 1836    | keiner                                              |
| 9   | Thomas Lawson            | 17. Oktober 1836 – 15. Mai 1861      | Brevet Brigadier General                            |
| 10  | Clement Finley           | 15. Mai 1861 – 28. April 1862        | Brigadier General                                   |
| 11  | William A. Hammond       | 28. April 1862 – 18. August 1864     | Brigadier General                                   |
| 12  | Joseph Barnes            | 18. August 1864 – 30. Juni 1882      | Brigadier General                                   |
|     |                          | 30. Juni 1882 – 3. Juli 1882         |                                                     |
| 13  | Charles H. Crane         | 3. Juli 1882 – 10. Oktober 1883      | Brigadier General                                   |
| 14  | Robert Murray            | 10. Oktober 1883 – 6. August 1886    | Brigadier General                                   |
|     |                          | 6. August 1886 – 18. November 1886   |                                                     |
| 15  | John Moore               | 18. November 1886 – 16. August 1890  | Brigadier General                                   |
| 16  | Jedediah Hyde Baxter     | 16. August 1890 – 4. Dezember 1890   | Brigadier General                                   |
|     |                          | 4. Dezember 1890 – 23. Dezember 1890 |                                                     |
| 17  | Charles Sutherland       | 23. Dezember 1890 – 30. Mai 1893     | Brigadier General                                   |
| 18  | George Miller Sternberg  | 30. Mai 1893 – 8. Juni 1902          | Brigadier General                                   |
| 19  | William H. Forwood       | 8. Juni 1902 – 7. September 1902     | Brigadier General                                   |
| 20  | Robert Maitland O’Reilly | 7. September 1902 – 14. Januar 1909  | Brigadier General                                   |
| 21  | George H. Torney         | 14. Januar 1909 – 27. Dezember 1913  | Brigadier General                                   |
| 22  | William C. Gorgas        | Januar 1914–1918                     | Major General                                       |
| 23  | Merritte W. Ireland      | 4. Oktober 1918 – 31. Mai 1931       | Major General                                       |
| 24  | Robert U. Patterson      | 1931–1935                            | Major General                                       |
| 25  | Charles R. Reynolds      | 1935–1939                            | Major General                                       |
| 26  | James C. Magee           | 1. Juni 1939 – 31. Mai 1943          | Major General                                       |
| 27  | Norman T. Kirk           | 1943–1947                            | Major General                                       |
| 28  | Raymond W. Bliss         | 1947–1951                            | Major General                                       |
| 29  | George E. Armstrong      | 1951–1955                            | Major General                                       |
| 30  | Silas B. Hays            | 1955 – Juni 1959                     | Major General                                       |
| 31  | Leonard D. Heaton        | Juni 1959–1969                       | Lieutenant General                                  |
| 32  | Hal B. Jennings          | 1969 – Oktober 1973                  | Lieutenant General                                  |
| 33  | Richard R. Taylor        | Oktober 1973–1977                    | Lieutenant General                                  |
| 34  | Charles C. Pixley        | 1977–1981                            | Lieutenant General                                  |
| 35  | Bernhard T. Mittemeyer   | 1981–1985                            | Lieutenant General                                  |
| 36  | Quinn H. Becker          | 1985–1988                            | Lieutenant General                                  |
| 37  | Frank F. Ledford Jr.     | 1988–1992                            | Lieutenant General                                  |
| 38  | Alcide M. Lanoue         | 1992 – Oktober 1996                  | Lieutenant General                                  |
| 39  | Ronald R. Blanck         | Oktober 1996 – 22. September 2000    | Lieutenant General                                  |
| 40  | James Peake              | 22. September 2000 – 8. Juli 2004    | Lieutenant General                                  |
|     |                          | 8. Juli 2004 – 30. September 2004    |                                                     |
| 41  | Kevin C. Kiley           | 30. September 2004 – 12. März 2007   | Lieutenant General (in Ruhestand als Major General) |
|     |                          | 12. März 2007 – 11. Dezember 2007    |                                                     |
| 42  | Eric Schoomaker          | 11. Dezember 2007 – 5. Dezember 2011 | Lieutenant General                                  |
| 43  | Patricia Horoho          | 5. Dezember 2011 – 3. Dezember 2015  | Lieutenant General                                  |
|     |                          | 3. Dezember 2015 – 11. Dezember 2015 |                                                     |
| 44  | Nadja West               | 11. Dezember 2015 – 19. Juli 2019    | Lieutenant General                                  |
|     |                          | 19. Juli 2019 – 17. Oktober 2019     |                                                     |
| 45  | R. Scott Dingle          | 17. Oktober 2019 – 25. Januar 2024   | Lieutenant General                                  |
| 46  | Mary K. Izaguirre        | 25. Januar 2024 – heute              | Lieutenant General                                  |